# Bruno Richter
Bruno Richter (* 8. Dezember 1872 in Halle an der Saale; † nach 1946) war ein deutscher Architektur-, Genre- und Landschaftsmaler, der insbesondere als Maler des Orients bekannt geworden war.

## Leben
Richter studierte an der Akademie in Leipzig, der Kunstschule in Weimar und in München. Er arbeitete anschließend als Illustrator, Architektur-, Landschafts- und Genremaler in Berlin. Größere Bekanntheit erlangte er als einer der letzten deutschen Maler des Orients. Er bereiste unter anderem Griechenland, Arabien und Ägypten, und unternahm später ausgedehnte Reisen durch Nordafrika und den Nahen Osten.
Seine erste Orientreise unternahm er 1885, die zweite trat er 1896 an. Im Jahr 1905 begleitete Richter eine Delegation des Gesandten Christian von Tattenbach nach Fès. Seine Bilder aus dem Jahr handeln vor allem von Fès und Tanger. Reproduktionen sind im gleichen Jahr als Buch erschienen. 1906 und 1907 stellte Richter seine Aquarelle in Berlin aus. Im Jahr 1916 schenkte er der Deutsche Gesellschaft für Islamkunde, deren Mitglied er war, ein von ihm gemaltes Aquarell. Es zeigt die Moschee Mulai Idris in Fes. Das  Bild wurde in der Bibliothek der Gesellschaft aufgehängt. Nach dem Zweiten Weltkrieg hielt er sich häufiger in den Alpen auf. Werke von ihm kamen unter anderem in Museen in Bautzen, Halle und Stralsund. Er fertigte überwiegend Bildnisse in Öl und Aquarell. Aquarelle von Richter erreichen auf Auktionen nur selten die 1000-Euro-Marke.

## Werke (Auswahl)
- 20 Bilder einer Gesandtschaftsreise in Marokko. G. Stalling, Oldenburg 1905 (Mappenwerk).
- Bilder aus Marokko. Eine Reise nach Fes. In: Kolonie und Heimat. 4. Jahrgang, Nr. 44, 1911. S. 7–9.

Bilder
- Aufstand der Perser gegen die englische Führung in den Maidan-e Shah in Isfahan
- Blick auf Fes, Hauptstadt Marokkos, gegen die Berge bei Sefru
- „Der heilige Krieg gegen d. Engländer“. Gefecht vor einer Moschee
- Gesamtansicht von Fes
- Die Moschee von Aytmisch al-Bagazi, Altes Kairo
- Marokkanischer Reiter
- Tanger vom großen Socco mit Blick auf Europa
- Einzug Kaiser Wilhelms II. in Tanger
- Husseins Schwert vor der großen Moschee zu Kerbela, 1919
- Ansicht Mittenwald und Karwendel